# ۱۸۲ (پیش از میلاد)
۱۸۲ (پیش از میلاد) ۱۸۲مین سال قبل از تقویم میلادی است.